# 山东山旺国家地质公园
山东山旺国家地质公园，位于今中华人民共和国山东省潍坊市临朐县山旺镇角岩山。山旺古生物化石的地质年代为新生代新近纪中新世，距今约1800万年前。

## 地理
山东山旺国家地质公园位于山东省中部潍坊市临朐县城东约22公里处，总面积约13平方公里，山旺古生物化石和反映其形成环境的火山地貌是公园的特色。公园地处鲁中隆起区中的临朐凹陷，最高峰尧山的海拔高度为405.5米。公园主要由解家河盆地和包家河盆地两个次级小盆地组成，外围为玄武岩的低山丘陵，地形起伏较大。地表水系主要是属于弥河水系的解家河，为季节性河流。

## 历史
民国24年出版的《临朐续志》中记载：“尧山东麓有巨涧，涧边露出矿物，其质非土非石，层层成片，揭视之，内有花纹，虫者、鱼者、兽者、山水、花卉者不一，俗名‘万卷书’。”
1934年秋，中华民国中央地质调查所新生代研究室副主任、古生物学家杨钟健从齐鲁大学地质系获悉山旺有保存很好的动植物化石。1935年5月，杨钟健到山旺进行首次科学调查，发现了植物、鱼、昆虫、两栖、爬虫和哺乳动物化石，是为中国科学家对山旺古生物化石的首次考察，而楊鍾健也因此成为山旺化石最早的研究者。在楊鍾健发表了山旺地层古生物的第一篇论文后，其他古生物学、地质学家也陆续开始到山旺考察和采集标本，从此山旺开始受到国内外学者重视。
1977年12月23日，“山旺古生物化石保护”列为山东省文物保护单位。1978年10月，多位中国古生物学家在山旺召开现场会，会上提出应严格保护化石产区。1980年1月17日，中华人民共和国国务院发布(80)国办函字2号文件，将山旺化石产区确定为国家重点自然保护区。山旺古生物化石国家级自然保护区的编号“鲁40”，登记地址临朐县，自然保护区面积120公顷，主要保护对象为古生物化石，自然保护区类型为古生物遗迹，主管部门为国土资源部。1981年，山东省山旺古生物化石保护管理所成立。1982年，山东省人民政府决定成立“山旺古生物化石博物馆”，以更好地保护、开发、研究和利用山旺化石。1985年4月，山旺古生物化石陈列馆在临朐县城建成。1985年召开的山旺化石国际学术讨论会河1988年召开的国际环太平洋地区晚第三纪海陆事件学术讨论会极大地促进了山旺化石的开发研究。1999年，山旺国家地质遗址保护区获得批准设立。2001年12月，山旺国家地质公园获得国土资源部批准设立。2004年，临朐县建成山旺国家地质公园博物馆。2005年9月24日，山东山旺国家地质公园揭碑开园。同日，全国古生物化石保护管理工作研讨会、全国化石类国家地质公园建设管理座谈会在临朐举行。

## 化石

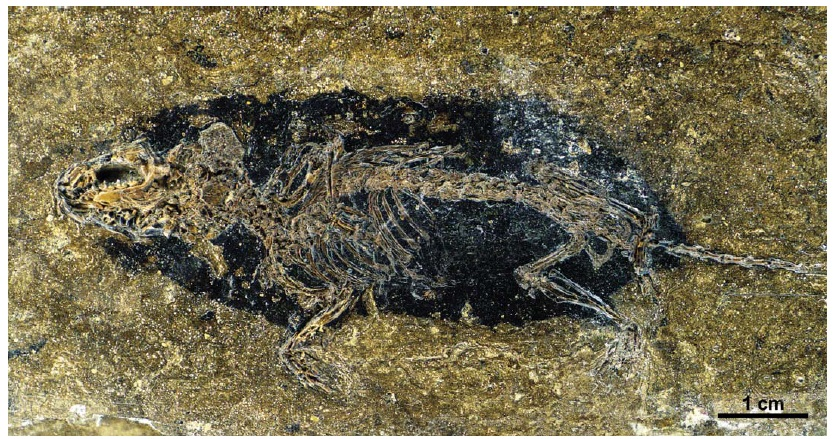
山旺发现的泰山鲁鼩（Lusorex taishanensis）化石

山旺古生物化石，又称山旺生物群化石，属中新世化石，形成于距今约1800年前，主要保存于中新世山旺组硅藻土页岩中，种类繁多，保存完整。动物化石包括昆虫、蜘蛛、鱼、两栖动物、爬行动物、鸟及哺乳动物等。植物化石有苔藓、蕨类、裸子植物、被子植物及藻类等。植物化石以枝叶最多，多数保留原有颜色，花、果实和种子的化石也保存得非常完美。山旺的硅藻土沉积厚度约为25米，因层薄如纸，每1厘米厚可达四五十层，稍加风化便像书页一样一层层的翘起，曾被古人比喻为“万卷书”。山旺化石为探索中国华东北部地区的中新世动物群、古地理、古气候以及地层对比提供了重要依据。

### 收藏
1980年，山东省人民政府编制委员公布将设立山旺古生物化石博物馆。1982年，博物馆开始在临朐县城正式开工建设，距离山旺化石产地20公里。1985年，第一期工程竣工，称山旺古生物化石陈列馆，馆体采用明末清初二层楼阁式建筑形式。1996年，博物馆第二期工程建成并投入使用，主体分为三层楼房。现为临朐县博物馆（山东临朐山旺古生物化石博物馆），国家二级博物馆，占地10000平方米，建筑面积4000平方米，除山旺动植物化石外，还展出有临朐县的历史文化、民俗文化、佛教造像和石刻文物等，是一座综合性博物馆。
山旺国家地质公园博物馆建成于2004年，馆藏化石218件，库存化石5000余件。除临朐县博物馆、山旺国家地质公园博物馆外，山旺石化还被中国地质博物馆、上海博物馆、山东博物馆等博物馆展藏。

### 研究
根据2010年9月国务院法制办新闻记者会称，山旺生物群化石现已发现了10多个门类的400余种生物化石。根据2019年1月媒体报道，山旺古生物化石已发现并命名的有12个门类700余种属。

### 数字化
2016年，临朐县山旺化石管理处对“山旺古生物化石档案数字化项目”进行立项，通过查阅资料、调查走访、咨询专家等方式，将每一件化石的名称、门类、种属以及发掘信息等造册建档，对全部馆藏和库存化石拍摄照片并整理存档，对7件国家一级重点保护化石进行3D扫描处理并建立三维数据库。采购古生物化石档案数据库管理软件及设备，将5200余件古生物化石基本信息及照片信息录入管理软件，建立山旺古生物化石目录数据库。2018年11月，化石档案数字化加工任务和软硬平台建设完成，项目顺利通过山东省专家组的验收，是山东省第一家实现古生物化石档案数字化的单位。